# کالوین جونگ-پین
کالوین جونگ-پین (هلندی: Calvin Jong-a-Pin؛ زادهٔ ۱۸ ژوئیهٔ ۱۹۸۶) یک بازیکن فوتبال اهل هلند است.

## باشگاهی
از باشگاه‌هایی که در آن بازی کرده‌است می‌توان به هیرنفین، ویتس‌آرنهم، و باشگاه فوتبال شیمیزو اس-پالس اشاره کرد.

## زندگی شخصی
خانوادهٔ کالوین جونگ-پین از سورینامند و اصالت او از سمت پدری به چین برمی‌گردد.